# Juan Miguel Serrera
Juan Miguel Serrera Contreras (Sevilla, 1943-Sevilla, 11 de noviembre de 1998) fue un historiador del arte y catedrático universitario español, reconocido especialista en la pintura sevillana y el arte que se desarrolla en la América hispana.

## Biografía
Cursó la carrera de Derecho en la universidad hispalense, licenciándose en 1970, para continuar después con su vocación, cursando los estudios correspondientes de Historia del Arte también en la misma universidad, donde se doctoró en 1978 con una tesis sobre la pintura sevillana de los siglos XVI y XVII. En 1974 comenzó su andadura universitaria como profesor ayudante en Sevilla, y alcanzó la cátedra de Historia del Arte en 1994. Durante un breve, pero fructífero periodo, dirigió la sección de Pintura Española del Museo del Prado (1987-1990); allí fue comisario de la exposición que el museo realizó sobre la obra de Zurbarán. De vuelta en la universidad, en 1995 fue nombrado comisario de la exposición sobre el IV Centenario del nacimiento de Velázquez a celebrar en Sevilla, y aunque falleció en 1998, dejó prácticamente acabada tanto la exposición como el Congreso Internacional que tuvo lugar sobre el pintor al año siguiente.
Reconocido por sus contemporáneos, fue académico de número de la Real Academia de Bellas Artes de San Fernando (1989), de la Pinacoteca Virreinal de México (1994), miembro de la Comisión Andaluza de Museos y presidente de la Comisión Andaluza de Bienes Inmuebles.

## Publicaciones
Juan Miguel Serrera fue autor de numerosos artículos en distintas publicaciones especializadas de España y América sobre historia del arte, miembro del consejo de redacción de varias publicaciones, como el Archivo Hispalense. En trabajos colectivos, sobresalen los realizados con Enrique Valdivieso para elaborar el catálogo de pinturas del Palacio Arzobispal de Sevilla (ISBN 84-300-0172-7), el estudio Pintura sevillana del primer tercio del siglo XVII (ISBN 84-00-06058-X) y el trabajo monográfico sobre el Hospital de la Caridad de Sevilla (ISBN 84-300-1828-X). Junto al departamento de su universidad fue también significativo el Inventario artístico de Sevilla y su provincia, publicado más tarde en dos tomos por el Ministerio de Cultura.
Del resto de sus publicaciones, merecen atención:

### Libros
- Serrera Contreras, Juan Miguel (1976).  Diputación Provincial de Sevilla, ed. Pedro de Villegas Marmolejo (1519-1596). Sevilla. ISBN 84-500-7156-9.
- — (1983).  Diputación Provincial de Sevilla, ed. Hernando de Esturnio. Sevilla. ISBN 84-500-9123-3.
- —; Oliver, Alberto (1989). Iconografía de Sevilla, 1650-1790 2. Madrid: El Viso.
- — (1998). «El proyecto indiano de Felipe II». Felipe II y el arte de su tiempo (Madrid). pp. 187-210. ISBN 84-7774-928-0.

### Revistas y catálogos
- — (1981). «La pintura mural sevillana del siglo XVI y su influencia en México». Primeras Jornadas de Andalucía y América (La Rábida) 2: 321-336.
- — (1990). «Alonso Sánchez Coello y el retrato en la corte de Felipe II». Catálogo de la exposición del Museo del Prado (Madrid).
- — (1999).  Centro Andaluz de arte contemporáneo, ed. Velázquez y Sevilla [Catálogo de la exposición]. Monasterio de la Cartuja de Santa María de las Cuevas.